# آمسار قشلاق
آمسار قشلاق (به ترکی آذربایجانی: Amsarqışlaq) یک منطقه مسکونی در جمهوری آذربایجان است که در شهرستان قوبا واقع شده است. آمسار قشلاق ۸۲۵ نفر جمعیت دارد.